# Coleophora ravillella
Coleophora ravillella é uma espécie de mariposa do gênero Coleophora pertencente à família Coleophoridae.